# Frans Björck
Frans Gustaf Björck, född 14 december 1835 i Övergrans socken, Uppsala län, död 6 maj 1909 i Jakobs församling, Stockholm, var en svensk maskinist och politiker. Björck var ledamot av andra kammaren.